# Boeschepe
 Boeschepe  es una población y comuna francesa, en la región de Norte-Paso de Calais, departamento de Norte, en el distrito de Dunkerque y cantón de Steenvoorde.

## Demografía
| 2085 | 2015 | 1883 | 1747 | 1906 | 2012 |
| Para los censos de 1962 a 1999 la población legal corresponde a la población sin duplicidades (Fuente: INSEE [Consultar]) |      |      |      |      |      |